# Renan Filho
José Renan Vasconcelos Calheiros Filho (Murici, 8 de octubre de 1979) es un abogado y político brasileño. Afiliado al MDB, es el actual ministro de transportes en el tercer mandato del presidente Lula  .

## Biografía
Hijo del político Renan Calheiros, expresidente de Senado Federal, y de su esposa, la artista plástica Maria Verônica Rodrigues Calheiros, José Renan Calheiros tiene tres hermanos. Estudió Derecho y desde muy joven se dedicó a la política.

## Trayectoria
Fue elegido alcalde del municipio de Murici, en Alagoas, en las elecciones de 2004, siendo reelegido en 2008. En abril de ese año, renunció al mandato para disputar un acta de diputado provincial en la Asamblea Legislativa, siendo sustituido por Remi Calheiros, antiguo alcalde y segundo en la bancada del partido en el municipio.
En las elecciones de octubre de 2010 fue elegido diputado federal, siendo en aquellas elecciones el candidato más votado de Alagoas. Fue el candidato con más votos en 22 de los 104 municipios del estado de Alagoas.

## Renangate
Durante el escándalo del Renangate, se mantuvo todo el tiempo apoyando a su padre, víctima de denuncias que le acusaban de haber pagado la pensión de una hija (habida en una relación extraconjugal con la periodista Mônica Veloso) a través del cabildero Cláudio Gontijo, con dinero contante. El 12 de septiembre de 2007, el senado brasileño archivó la causa.
En octubre de 2014, fue elegido en primer turno gobernador de Alagoas con el 52,16 % de los votos válidos.